# François Antoine Lejéas
Pour les autres membres de la famille, voir Martin Lejéas-Carpentier.
François Antoine Lejéas, né le 12 juillet 1744 à Paris et mort le 16 avril 1827 à Bruxelles, est un moine cistercien et  prêtre français, grand-vicaire de Paris de 1803 à 1809, puis évêque de Liège de 1809 à 1815.

## Biographie
Fils cadet d'Antoine Lejéas, bourgeois de Paris et de Marie Anne Carpentier, François Antoine entra, au sortir de ses études, dans l'ordre de Citeaux où il prononça ses vœux. Il était fort jeune encore, lorsqu'il fut nommé prieur de l'ordre dans l'un des diocèses des Trois-Évêchés. Choisi ensuite pour supérieur des dames de Saint-Antoine à Paris, il occupa longtemps ce poste de confiance, qu'il ne quitta qu'au moment de la suppression de cette abbaye.
Il passa dans la retraite, au sein de sa famille, les temps orageux de la Révolution française.
Après le rétablissement du culte, François-Antoine Lejéas revint à Paris. Il était l'aîné du comte Lejéas, dont la fille épousa Hugues Bernard Maret, duc de Bassano. Ce fut ce mariage qui porta le comte Lejéas, aux honneurs : il fut fait membre du Sénat conservateur en 1807 puis comte de l'Empire. Le crédit de sa famille fit choisir François Antoine Lejéas pour grand-vicaire de Paris le 15 février 1803, à la place de M. Barthélémy Abrial qui avait eu la place au moment du concordat de 1801. Il instruisit, en qualité d'official, la procédure relative au divorce de Napoléon Ier et de l'impératrice Joséphine.
Peu après, l'abbé Lejéas fut nommé à l'évêché d'Autun, mais au moment même où il en recevait les félicitations, ce choix fut inopinément révoqué, le cardinal Fesch ayant représenté à son neveu qu'il y avait d'anciens évêques qui méritaient d'être placés de préférence.
L'abbé Lejéas resta donc grand-vicaire de Paris jusqu'au 9 février 1809, date à laquelle il fut nommé évêque de Liège, poste laissé vacant par la mort de Mgr de Zoepffel, arrivée le 17 octobre 1808. M. Lejéas prêta serment le 19 mars, Napoléon Ier ayant établi que cet acte aurait lieu après la nomination et avant l'institution canonique, que l'on prévoyait bien devoir souffrir quelques difficultés en raison de l'état où se trouvait alors le souverain pontife. M. Lejéas fut envoyé à Liège, où il administra le diocèse en vertu des pouvoirs du chapitre (vicaire capitulaire) d'octobre 1810 à septembre 1814. Il assista comme évêque nommé au concile de Paris (1811).
Ses bulles d'institution canonique, ainsi que celles de plusieurs autres évêques nommés à la même époque, contenant des formules inusitées, le conseil d'État en suspendit l'enregistrement, mais Lejéas n'en prit pas moins l'administration du diocèse. Lejéas exerça dans un esprit de sagesse et de charité. 
Quelque temps après, le pape, cédant aux sollicitations de l'empereur, accorda des bulles aux évêques nommés à Liège, à Asti et à Saint-Flour : mais ces bulles ne furent point trouvées dans une forme qui plût au despote, et on n'en fit point usage. Elles restèrent dans les cartons du ministère jusqu'à la Restauration française. Alors, Liège s'étant trouvé détaché de la France, M. Lejéas réclama ses bulles à Jacques Claude Beugnot, qui était chargé provisoirement du ministère de l'Intérieur. Elles lui furent remises, ainsi qu'à MM. de Pradt et Dejean (it), nommés à Malines et à Asti. Mais le roi des Pays-Bas ne parut pas se soucier de recevoir des évêques étrangers. MM. de Pradt et Lejéas renoncèrent à leurs sièges, et le dernier obtint une pension de 6 000 francs.
Pour conserver son siège épiscopal, M. Lejéas pouvait argumenter de son institution canonique, car les bulles de cette institution, quoique erronées dans le sens des libertés de l'église catholique gallicane, avaient toute leur valeur relativement au Saint-Siège et au royaume des Pays-Bas, mais déjà septuagénaire et dégagé de toute ambition, il préféra donner sa démission. Mgr Lejéas laissait les plus honorables souvenirs dans son diocèse.
L'évêque fixa alors sa résidence à Bruxelles où il mourut.
Napoléon lui avait donné les titres de chevalier puis de baron de l'Empire et la croix de la Légion d'honneur.

## Fonctions
- Vicaire général métropolitain de Paris,
- Évêque de Liège (1809-1815).

## Titres
- Chevalier Lejéas et de l'Empire avec transmission à l'un de ses neveux (lettres patentes de mai 1808) ;
- Baron Lejéas et de l'Empire (lettres patentes du 3 mai 1809).

## Décorations
- Chevalier de la Légion d'honneur.

## Armoiries
| Figure | Blasonnement |
|        | Armes du chevalier Lejéas et de l'Empire (1808) De gueules au chevron d'or accompagné en chef de deux étoiles d'argent, au pal de gueules brochant chargé du signe des chevaliers légionnaires., |
|        | Armes du baron Lejéas et de l'Empire (1809) De gueules au chevron d'or accompagné en chef de deux étoiles d'argent, au franc-quartier des barons évêques.,                                       |